# Вінгвілл (Вісконсин)
Вінгвілл (англ. Wingville) — місто (англ. town) в США, в окрузі Грант штату Вісконсин. Населення — 378 осіб (2020).

## Демографія
Згідно з переписом 2010 року, у місті мешкало 357 осіб у 127 домогосподарствах у складі 95 родин. Було 145 помешкань
Расовий склад населення:
| - 97,5 % — білих - 0,3 % — корінних американців - 0,3 % — чорних або афроамериканців - 0,3 % — азіатів - 1,4 % — осіб інших рас |

До двох чи більше рас належало 0,3 %. Частка іспаномовних становила 2,8 % від усіх жителів.
За віковим діапазоном населення розподілялося таким чином: 30,0 % — особи молодші 18 років, 58,0 % — особи у віці 18—64 років, 12,0 % — особи у віці 65 років та старші. Медіана віку мешканця становила 38,5 року. На 100 осіб жіночої статі у місті припадало 110,0 чоловіків;  на 100 жінок у віці від 18 років та старших — 119,3 чоловіків також старших 18 років.
Середній дохід на одне домашнє господарство  становив 90 393 долари США (медіана — 68 750), а середній дохід на одну сім'ю — 80 589 доларів (медіана — 77 500). Медіана доходів становила 42 083 долари для чоловіків та 34 722 долари для жінок. За межею бідності перебувало 4,2 % осіб, у тому числі 1,7 % дітей у віці до 18 років та 9,4 % осіб у віці 65 років та старших.
Цивільне працевлаштоване населення становило 197 осіб. Основні галузі зайнятості: сільське господарство, лісництво, риболовля — 29,9 %, виробництво — 14,7 %, освіта, охорона здоров'я та соціальна допомога — 14,2 %.